# Anders Wiemer
Anders Wiemer, född den 31 mars 1819 i Vimmerby landsförsamling, Kalmar län, död den 11 juli 1900 i Nybro, Kalmar län, var en svensk skolman och läroboksförfattare.
Wiemer blev student vid Uppsala universitet 1840, filosofie doktor 1848, underlärare vid Stockholms navigationsskola 1849,
lektor i matematik, fysik och kemi vid Athenaeum i Gävle 1852 och tillika telegrafdirektör där 1855 samt utnämndes 1856 till lektor i matematik, fysik och kemi i Kalmar, från vilken befattning han tog avsked 1886. Wiemers läroböcker var på sin tid mycket använda, och särskilt tillvann sig de geometriska goda vitsord (bland annat i matematisk-naturvetenskapliga undervisningskommissionens betänkande 1872). 
De utgörs av Elementerna i algebra jemte serier och logarithmer (1857; 7:e upplagan 1893), med därtill hörande bihang av exempel och problem, Planimetri (1860; 4:e upplagan 1891), Stereometri (1861; 3:e upplagan 1889), Räknelärans tillämpning på geometrien (1861; 3:e upplagan 1882), Första grunderna i räknelära (1866; 3:e upplagan 1881), Plan och sferisk trigonometri (1873), Inledning till geometrien (1875; 3:e upplagan 1889) samt hans edition av 4 böcker av Euklides Elementa (1862). Wiemer översatte och bearbetade därjämte Fysikens grunder av Johann Heinrich Jacob Müller (1851–52; 2:a upplagan 1859–60) och Physikalisk technik av Joseph Frick (1856).